# Bellevaux-Ligneuville
Bellevaux-Ligneuville (în valonă Belvå-Lignouveye) este o secțiune a orașului belgian Malmedy, situată în Regiunea Valonă, în provincia Liège.
A fost o comună de sine stătătoare până la fuziunea comunelor din anul 1977.
Bellevaux și Ligneuville sunt cele două sate principale ale fostei comune, aflate la o distanță de aproximativ 5 km unul de celălalt.

## Localități
Satele și cătunele care formau această fostă comună sunt:
| - Bellevaux - Chevofosse - Cligneval - Lamonriville - Lasnenville - Ligneuville - Mé | - Otaimont - Planche - Pont - Reculémont - Ronxhy - Warche - Xhurdebise |

## Demografie
Surse: INS - 1930 până în 1970 = recensăminte, 1976 = numărul locuitorilor la 31 decembrie.

## Patrimoniu
- Biserica Saint-Aubin din Bellevaux, datând din secolul al XV-lea, cu o navă triplă din secolul al XVI-lea și un altar în stil Ludovic al XIV-lea.
- Casa Maraite, construită în tehnica colombage și umplutură din lut (torchis), datând din 1592.
- Stânca Warche (Rocher de Warche), considerată potrivit legendei locul de întâlnire al vrăjitoarelor.
- O pepinieră de 3.500 m² (F. Gabriel).
- Grădina trandafirilor din vremuri trecute (în franceză Jardin des Roses du temps passé) a lui Daniel Schmitz, cu 1.800 de specii (cu prilejul evenimentului Fête à la Roseraie).
- O fostă moară de apă, datând din 1387.
- Mormântul domnului Hawarden, a cărui istorie stranie a inspirat filmul omonim regizat de Harry Kümel⁠(d).